# Hexatylus viviparus
Hexatylus viviparus är en rundmaskart. Hexatylus viviparus ingår i släktet Hexatylus och familjen Neotylenchidae. Inga underarter finns listade i Catalogue of Life.